# Gennaro Pagano di Melito
Gennaro Pagano di Melito (Caserta, 5 ottobre 1879 – Tientsin, 4 novembre 1944) è stato un militare e diplomatico italiano, particolarmente distintosi nel corso della prima guerra mondiale dove fu insignito di quattro medaglia d'argento e tre di bronzo al valor militare. Intrapresa la carriera diplomatica dopo la fine del conflitto, ricoprì l'incarico di console generale a Hong Kong (dal 1934 al 1941) e a Shanghai (fino al 1942) e collaborando, nel contempo, con il Reparto Informazioni della Regia Marina.

## Biografia
Nacque a Caserta il 5 ottobre 1879. Dopo aver conseguito la patente di capitano di lungo corso, nel 1912 entrò per concorso alla Regia Accademia Navale di Livorno, venendo nominato sottotenente di vascello di complemento. Nel febbraio 1914 è chiamato in temporaneo servizio attivo presso la Regia marina assegnato alla Difesa marittima di Brindisi come addetto alle artiglierie di quella piazzaforte. Alla fine di agosto si imbarca come ufficiale di rotta sulla nave cisterna Bronte, dove rimase fino all’aprile 1915, quando viene promosso tenente di vascello. Trasferito sulla corazzata Enrico Dandolo, impiegata come batteria galleggiante semovente nella difesa di Brindisi, dopo l'inizio delle ostilità contro l'Impero austro-ungarico, il 24 maggio 1915, si imbarca sull'incrociatore ausiliario Città di Palermo da dove, sei mesi dopo, passa, in qualità di comandante, sul piroscafo armato Gianicolo. Al comando di questa unità questa unità compie numerose missioni di guerra e partecipò all'evacuazione delle truppe italiane di Durazzo venendo, per questi fatti, insignito di due Medaglie d'argento al valor militare. Transitato in servizio permanente effettivo per speciali meriti di guerra nel marzo 1916, nel maggio successivo è trasferito alla Squadriglia Mas di Brindisi, assumendo il comando del MAS 7. Al comando di questa unità fu insignito della prima medaglia di bronzo al valor militare per un riuscito attacco contro il porto di Durazzo, in mano al nemico, affondando il piroscafo Bregenz; promosso capitano di corvetta per merito di guerra nel giugno successivo affondò sempre nel porto di Durazzo, due mercantili nemici, ricevendo la seconda medaglia di bronzo al valor militare. Assunto il comando del MAS 6, nel mese di agosto attaccò nuovamente Durazzo lanciando i suoi siluri contro navi nemiche, e rientrando alla base malgrado la forte reazione nemica. Per questa azione ricevette la terza medaglia d'argento al valor militare. Nel mese di novembre fu insignito della quarta medaglia d'argento al valor militare per un riuscito attacco contro Durazzo.
Assunse il comando della XV Squadriglia della Flottiglia Mas di Venezia il 1 settembre 1917, e compì numerose crociere offensive contro la costa dell'Istria. Ritornato a Brindisi, fu autore di altre difficili, pericolose, missioni offensive in zone nemiche, venendo decorato con la terza medaglia di bronzo al valor militare per aver forzato di nuovo il porto di Durazzo nel settembre 1918, durante una missione di ricognizione offensiva. Dopo la fine della guerra, negli ultimi giorni del mese di novembre è destinato in servizio al Comando Militare Marittimo della Dalmazia, dove rimase fino ai primi giorni di gennaio 1919. Il Ministro della Marina francese, in riconoscimento dei suoi meriti, gli conferì la Croce di Cavaliere della Legion d'onore. Collocato in aspettativa a domanda per motivi speciali dal luglio 1919, è richiamato in servizio effettivo nel settembre 1921; posto in aspettativa ad ottobre, viene nuovamente mobilitato nel novembre 1922, è dispensato a domanda dal servizio permanente effettivo nel maggio 1923. Iscritto nel ruolo degli ufficiali di complemento, divenne amministratore della Società di Costruzioni Meccaniche di Saronno. Promosso capitano di fregata di complemento nel 1927. Promosso capitano di vascello della riserva navale per meriti speciali nel giugno 1936, dopo l'armistizio dell'8 settembre 1943 riesce a sfuggire all'internamento da parte dei giapponesi, ma si spense presso l'ospedale italiano di Tientsin il 4 novembre 1944.

## Pubblicazioni
- La nave pirata, Editore Ardita, Roma, 1933.
- Mine e Spie, Editore Ardita, Roma, 1934.
- Il principe marinaro, Editore Ardita, Roma, 1934.